# إيملي ريبيكا بيج
إيملي ريبيكا بيج (بالإنجليزية: Emily Rebecca Page)‏ هي كاتِبة وشاعرة أمريكية، ولدت في 5 مايو 1834 في Bradford (CDP), Vermont ‏ في الولايات المتحدة، وتوفيت في 14 فبراير 1862 في تشيلسي في الولايات المتحدة.